# Ana María Gayoso
Ana María Gayoso (La Plata, Argentina, 20 de agosto de 1948 – 28 de diciembre de 2004) fue una bióloga marina argentina, especialista en el estudio del fitoplancton marino, más conocida por ser la primera científica en describir el fitoplancton en el Estuario de Bahía Blanca, e iniciar el conjunto de datos oceanográficos sostenidos a largo plazo en este ecosistema.
Hizo contribuciones significativas a la comprensión de florecimientos algales nocivos (FAN) causado por especies de dinoflagelados tóxicos en los golfos patagónicos, y fue la primera científica en describir altas abundancias del cocolitofórido Emiliania huxleyi en el Mar argentino, un componente clave en la productividad primaria a lo largo del frente del talud patagónico en el Atlántico Sur Sudoccidental. Inició la base de datos a largo plazo más extensa (1978-presente) de fitoplancton y variables fisicoquímicas en América del Sur, en un sitio de monitoreo fijo en el Estuario de Bahía Blanca. Murió el 28 de diciembre de 2004 en Puerto Madryn.

## Educación
Gayoso se graduó en botánica y obtuvo un doctorado en Ciencias Naturales en la Facultad de Ciencias Naturales y Museo de la Universidad Nacional de La Plata.

## Carrera científica
En 1977 se incorporó como investigadora al Consejo Nacional de Investigaciones Científicas y Técnicas, CONICET, Argentina. De 1978 a 1995 trabajó en el Instituto Argentino de Oceanografía (IADO) en Bahía Blanca, donde dirigió el Laboratorio de Plancton. Su carrera científica se centró en el estudio del fitoplancton marino en el Atlántico Sur Sudoccidental.
En 1989 participó en un crucero oceanográfico por el Mar Argentino y caracterizó el fitoplancton de la Confluencia Brasil-Malvinas. En particular, se especializó en taxonomía y ecología de diatomeas y dinoflagelados tóxicos. 
Hizo contribuciones significativas a la comprensión de florecimientos algales nocivos causados por dinoflagelados tóxicos en los golfos patagónicos, y fue la primera científica en describir altas abundancias del cocolitofórido Emiliania huxleyi en el Mar argentino, un componente clave en la productividad primaria a lo largo del frente del talud patagónico en el Atlántico Sur Sudoccidental. Inició la base de datos de largo plazo más extensa (1978-presente) de fitoplancton y variables fisicoquímicas en América del Sur,[7] en un sitio de monitoreo fijo en el estuario de Bahía Blanca.
Aplicó técnicas de microscopía electrónica en la identificación de especies de diatomeas marinas en el Mar Argentino, como la primera descripción morfológica de Thalassiosira hibernalis A. M. Gayoso, 1989, y la ecofisiología de la especie floreciente clave Thalassiosira curviseriata aislada del Bahía Blanca Estuario. Durante su trabajo en el IADO, contribuyó a informes técnicos que evalúan la calidad del agua de los grandes embalses que abastecen a las ciudades de la zona, contribuyendo a la detección y descripción de las molestas floraciones de cianobacterias,[18] potencialmente tóxicas para la salud humana.
Desde 1995 trabajó en el Centro Nacional Patagónico (CENPAT-CONICET) en Puerto Madryn y fue codirectora del instituto durante 1998-2000, donde realizó importantes aportes al entendimiento de las florecimientos de algas nocivas (FAN) o "mareas rojas" prevalentes en golfos patagónicos desde el primer evento de FAN registrado en 1981, con particular interés en los dinoflagelados tóxicos Alexandrium spp.
Trabajó con Theodore Smayda en la Universidad de Rhode Island en diatomeas y algas nocivas.

### Base de datos de largo plazo en el Estuario de Bahía Blanca
Su contribución a la comprensión de la ocurrencia de la floración de diatomeas de invierno a principios de primavera en el estuario templado de Bahía Blanca durante los años 1978-1994 representó el comienzo de una base de datos invaluable a largo plazo de fitoplancton y variables ambientales in situ. Este conjunto de datos es uno de los más extensos (1978-presente) en América del Sur, lo que junto con su alta frecuencia de muestreo ha permitido la detección de cambios composicionales y fenológicos en el ciclo anual de la biomasa de fitoplancton y otros componentes del plancton.

### Primer reporte de E. huxleyi En Mar argentino
En 1989 participó de una campaña oceanográfica en la que reportó y describió por primera vez la presencia de altas densidades del cocolitofórido Emiliania huxleyi.

## La campaña Gayoso
En el verano austral del 2021, se realizó una expedición conjunta a lo largo de la plataforma patagónica entre Buenos Aires y Ushuaia enfocada en la gran floración anual de Emiliania huxleyi. La expedición lleva el nombre de Gayoso en honor a su legado científico.
- En noviembre de 2021, el Motovelero B. Houssay navegó desde Ushuaia hasta Buenos Aires[27]
- En diciembre de 2021, la goleta de expedición Tara navegó en la dirección opuesta, de Buenos Aires a Ushuaia.